# MTV Unplugged (album Hey)
MTV Unplugged – jest to zapis z koncertu o tym samym tytule rockowego zespołu Hey. Płyta ukazała się 19 listopada 2007 roku. Wydana została w dwóch wersjach – CD i digipaku CD+DVD. W tym koncercie zespół wsparło wiele znanych muzyków takich jak: Agnieszka Chylińska, Budyń, Czesław Mozil. Album sprzedał się w ilości 100 tysięcy egzemplarzy, dlatego uzyskał status potrójnie platynowej płyty.

## Opis koncertu
10 września 2007 roku w Teatrze Roma Hey jako drugi, po Kayah, artysta w Polsce wystąpił na koncercie MTV Unplugged. Zespół zaprezentował słuchaczom 17 piosenek w tym dwa covery, pierwszy PJ Harvey, drugi Iggy'ego Popa. Grupa zagrała ten koncert na 15 lecie istnienia.
Hey był jedynym polskim zespołem, który koncert bez prądu grał już po raz drugi. Pierwszy odbył się jesienią 1993 roku w studiu Radia Łódź. Koncert wypadł dość kiepsko, więc Hey nie był zainteresowany powtórnym tego typu wydarzeniem. Na szczęście zdecydowali się na występ, który poprowadził pierwszy basista Hey, Marcin Macuk.
Tak wspomina pierwszy koncert Unplugged Marcin Żabiełowicz

To były chwile bardzo młodzieńcze. Nie wiedzieliśmy, jak się do tego zabrać. Występ polegał na tym, że na instrumentach akustycznych graliśmy dokładnie tak samo, jak na instrumentach elektrycznych. Nieporozumienie. Dlatego wolelibyśmy o tym zapomnieć. Chociaż... Może coś takiego musiało się zdarzyć, byśmy wiedzieli, jak postąpić tym razem. Chcieliśmy teraz zagrać w sposób prawdziwie akustyczny, a pełnią brzmienia.

## Lista utworów
| CD  | CD                            | CD      |
| Nr  | Tytuł utworu                  | Długość |
| --- | ----------------------------- | ------- |
| 1.  | „Fate”                        | 3:43    |
| 2.  | „A ty?”                       | 3:38    |
| 3.  | „Moogie”                      | 4:05    |
| 4.  | „Dreams”                      | 3:22    |
| 5.  | „Missy Seepy”                 | 5:14    |
| 6.  | „Ho”                          | 5:22    |
| 7.  | „W imieniu dam”               | 3:59    |
| 8.  | „Angelene” (cover PJ Harvey)  | 5:03    |
| 9.  | „[sic!]”                      | 2:39    |
| 10. | „Mru Mru”                     | 3:57    |
| 11. | „Luli Lali”                   | 4:20    |
| 12. | „Candy” (cover Iggy'ego Popa) | 3:45    |
| 13. | „Mimo wszystko”               | 4:50    |
| 14. | „To tu”                       | 3:53    |
| 15. | „Cudzoziemka w raju kobiet”   | 2:26    |
| 16. | „Zazdrość”                    | 4:17    |
| 17. | „Teksański”                   | 6:29    |
|     |                               | 1:11:02 |

| DVD | DVD                         | DVD     |
| Nr  | Tytuł utworu                | Długość |
| --- | --------------------------- | ------- |
| 1.  | „Fate”                      |         |
| 2.  | „A ty?”                     |         |
| 3.  | „Moogie”                    |         |
| 4.  | „Dreams”                    |         |
| 5.  | „Missy Seepy”               |         |
| 6.  | „Ho”                        |         |
| 7.  | „W imieniu dam”             |         |
| 8.  | „Angelene”                  |         |
| 9.  | „[sic!]”                    |         |
| 10. | „Mru Mru”                   |         |
| 11. | „Luli Lali”                 |         |
| 12. | „Candy”                     |         |
| 13. | „Mimo wszystko”             |         |
| 14. | „To tu”                     |         |
| 15. | „Cudzoziemka w raju kobiet” |         |
| 16. | „Zazdrość”                  |         |
| 17. | „Teksański”                 |         |

| Bonus DVD | Bonus DVD       | Bonus DVD |
| Nr        | Tytuł utworu    | Długość   |
| --------- | --------------- | --------- |
| 1.        | „Making of”     |           |
| 2.        | „Galeria zdjęć” |           |

## Twórcy
| Zespół Hey: - Katarzyna Nosowska – wokal - Marcin Żabiełowicz – gitara - Paweł Krawczyk – gitara, wokal - Jacek Chrzanowski – gitara basowa - Robert Ligiewicz – perkusja Goście zespołu: - Agnieszka Chylińska – wokal (8) - Jacek Szymkiewicz – wokal (12) | Muzycy towarzyszący: - Marcin Macuk (kierownik muzyczny) – gitara, pianino, Fender Rhodes, Harmonijka ustna, wokal - Czesław Mozil – akordeon - Darek Sprawka – Puzon - Ania Patynek – Instrumenty perkusyjne - Maciej Cierliński – Lira korbowa - Katarzyna Gałdecka-Sprawka, Anna Szalińska, Paweł Załucki, David Lubowicz – skrzypce - Adam Misiak, Karina Góra – Wiolonczela |